# Гривенников Ігор Анатолійович
Гривенников Ігор Анатолійович (рос. Игорь Анатольевич Гривенников; нар. 11 липня 1952) — російський плавець.
Призер Олімпійських Ігор 1972 року.
Призер Чемпіонату світу з водних видів спорту 1973 року.